# Manso
Manso (korsisch Barghjana oder U Mansu) ist eine Gemeinde auf der französischen Insel Korsika. Sie gehört zur Region Korsika, zum Département Haute-Corse, zum Arrondissement Calvi und zum Kanton Calvi. Die Bewohner nennen sich Mansais oder Barghjanacci. Nachbargemeinden sind Galéria im Westen und Nordwesten, Calenzana im Norden, Asco im Nordosten, Lozzi im Osten, Albertacce im Südosten, Évisa im Süden und Serriera im Südwesten.

## Bevölkerungsentwicklung
| Jahr      | 1962 | 1968 | 1975 | 1982 | 1990 | 1999 | 2008 | 2012 |
| --------- | ---- | ---- | ---- | ---- | ---- | ---- | ---- | ---- |
| Einwohner | 104  | 79   | 125  | 175  | 130  | 106  | 106  | 107  |

## Sehenswürdigkeiten
- Kirche Saint-Pancrace
- Überreste der Kapelle Saint-Pierre resp. San Petru
- ehemaliges Konvent Santa-Maria
- Ponte Vecchiu, eine Brücke über den Fango auf 46 m. ü. M.
- Punta di Chiumi, restauriert 2010
- Pont des Rocce resp. Ponte a e rocce auf 326 m. ü. M.

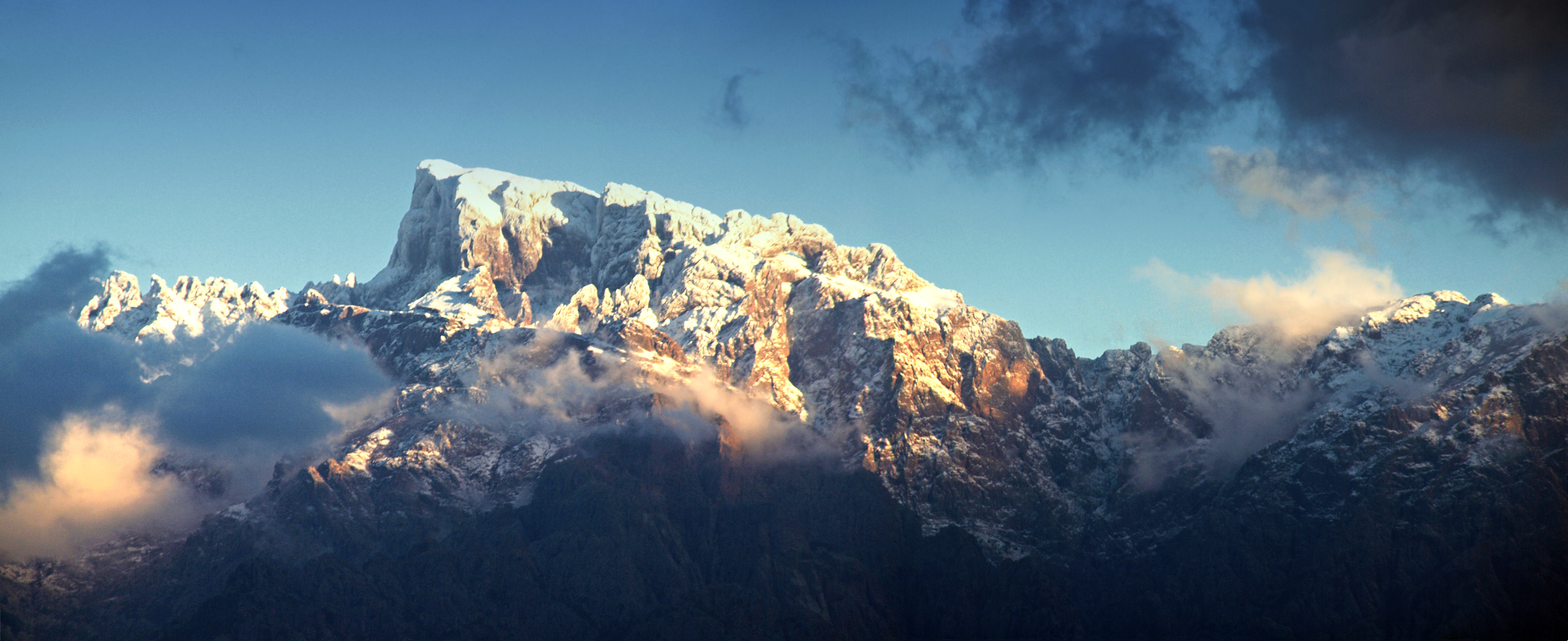
Paglia Orba und das Capu Tafunatu
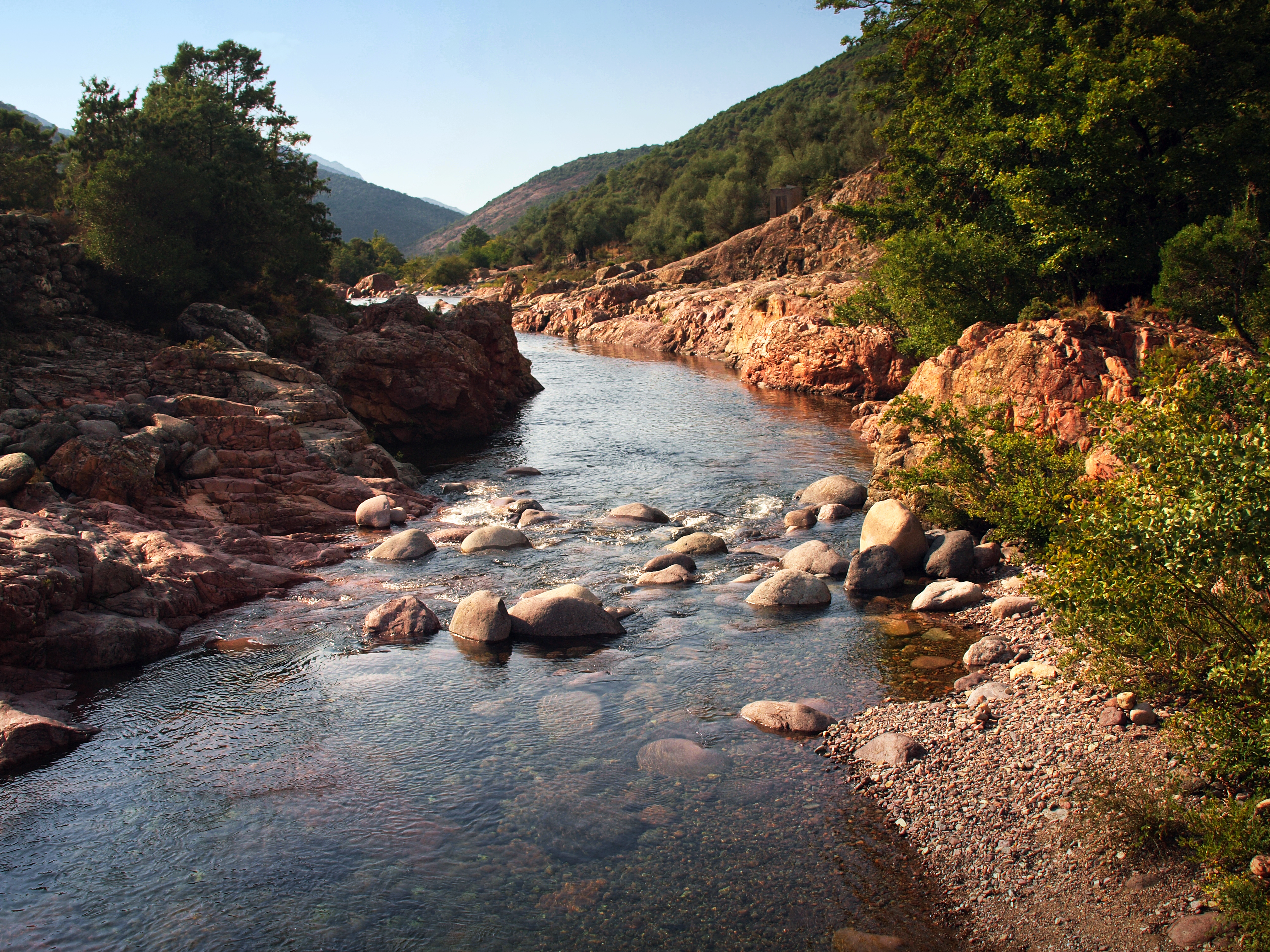
Fango
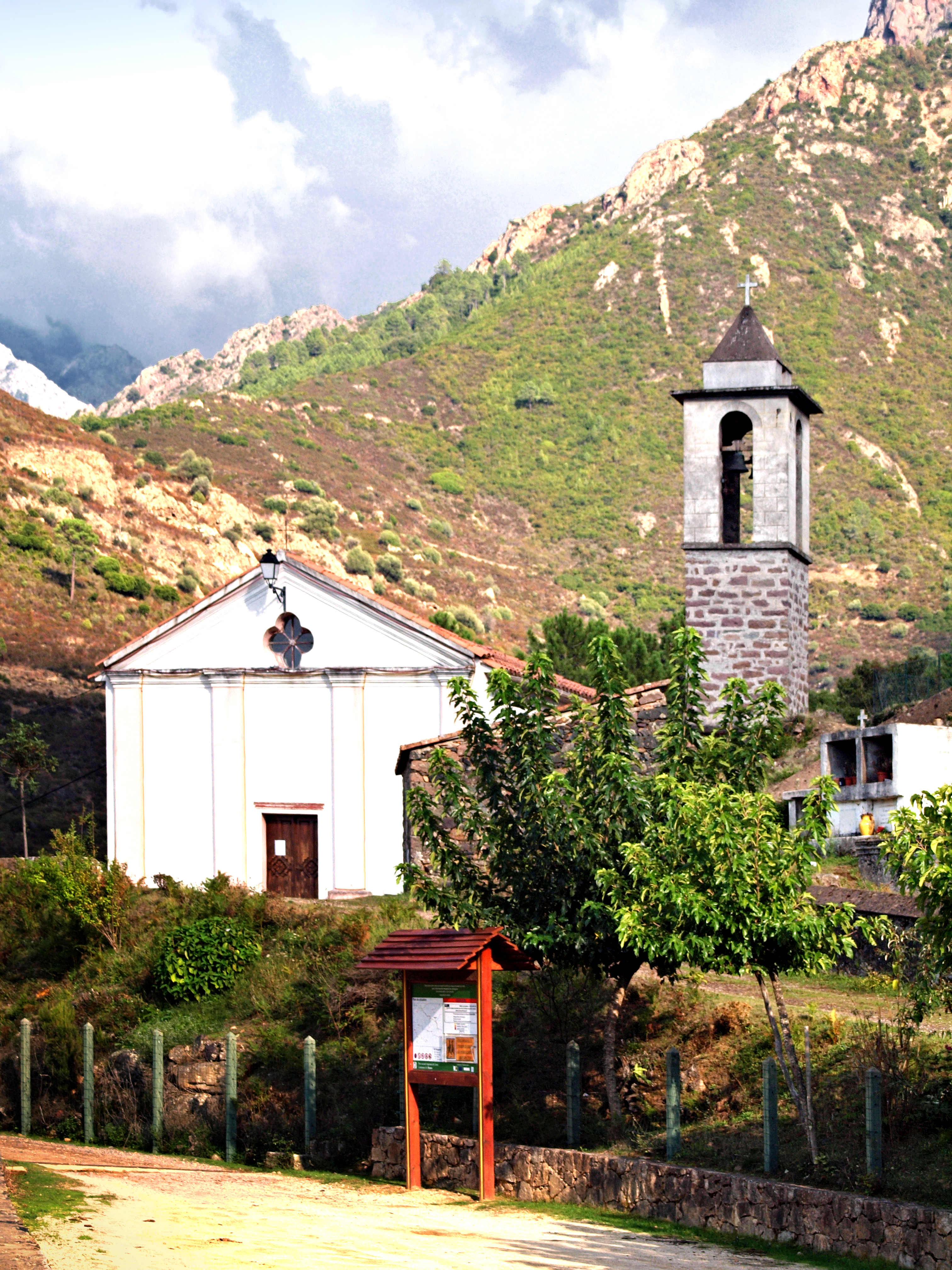
Kirche Saint Pancrace
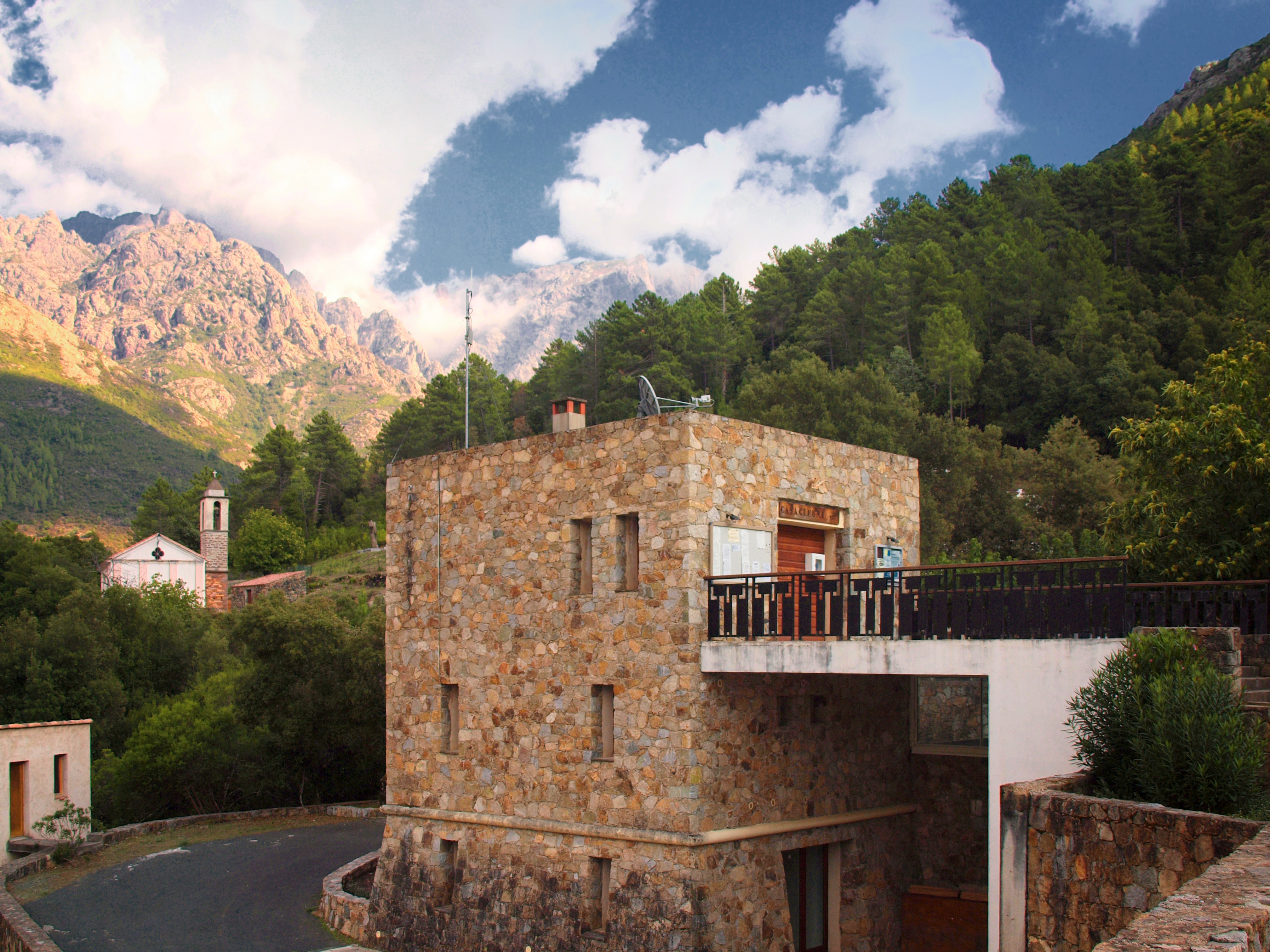
Mairie Manso